# Virna Cedeño Escobar
Virna Alexia Cedeño Escobar (Guayaquil, 25 de noviembre de 1967) es una científica, académica, investigadora,  y política ecuatoriana, candidata a la vicepresidencia de Ecuador en las elecciones presidenciales de 2021 por la organización política Pachakutik.

## Biografía
Virna estudió biología en la Universidad de Guayaquil, obtuvo su maestría en la Universidad Pierre et Marie Curie (París VI) y el doctorado en biotecnología molecular por la Universidad de Montpellier. Ha sido coordinadora académico-científica del programa de biotecnología de la Universidad de Guayaquil, donde promovió la creación de la primera maestría en biotecnología molecular de Ecuador.
Por otro lado, ha participado en programas de rescate de menores en situación difícil y durante ocho años desarrolló en la Penitenciaría del Litoral un programa escuela sobre acuacultura y agricultura social. En 2017 fue una de los miembros de la Comisión Anticorrupción en el núcleo Guayas.